# 2128 Wetherill
2128 Wetherill este un asteroid din centura principală, descoperit pe 26 septembrie 1973 de Eleanor Helin.